# Reino de Westfalia
El Reino de Westfalia fue un Estado monárquico de 1807 a 1813, con capital en Kassel, en el actual territorio de Alemania. Aunque formalmente era un estado independiente, en realidad era vasallo de Francia. Su nombre procede de la región de Westfalia, pues abarcaba territorio de esa zona. Su primer y único monarca fue Jerónimo Bonaparte, hermano de Napoleón Bonaparte.

## Historia

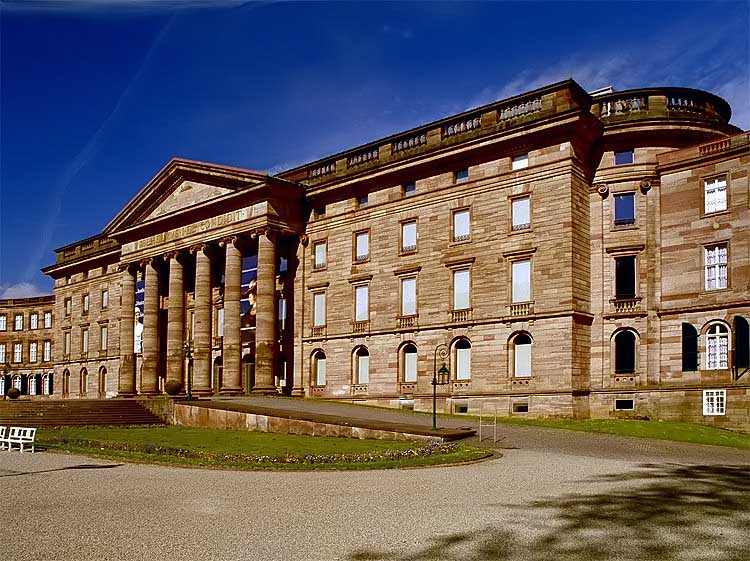
Palacio de Napoleonshöhe, en Kassel.

El reino fue creado el 18 de agosto de 1807 por decreto de Napoleón, a partir de territorios cedidos por Prusia a Francia por el Tratado de Tilsit; entre estos se encontraban el Electorado de Hanóver, (es decir, el Ducado de Brunswick-Luneburgo) y el Electorado de Hesse. Incluía también los territorios arrancados del reino de Prusia como el principado de Halberstadt y los territorios del ducado de Magdeburgo situados al oeste del río Elba, con la propia ciudad de Magdeburgo convertida en fortaleza militar fronteriza con el reino de Prusia y el distrito del Saale y la ciudad de Halle. 
El rey Jerónimo instaló su corte en el palacio de Wilhelmshöhe de Kassel, cuyo nombre fue cambiado a Napoleonshöhe. El nuevo estado no tardó mucho en integrarse en la nueva Confederación del Rin. El reino fue dotado de una constitución, que incluía la abolición de los siervos, los derechos de libre mercado y el Código Napoleónico. Se estableció el sistema métrico decimal y se prohibió la libertad de expresión.
El reino de Westfalia funcionó también como suministro de tropas para el ejército napoleónico. Un gran número de tropas de Westfalia perecieron durante la campaña rusa de 1812. Después de la derrota francesa en la batalla de Leipzig en 1813, el reino fue oficialmente disuelto y su territorio fue reintegrado a los estados que le habían dado origen.

## Militar
Las fronteras nacionales y, por lo tanto, la población del reino cambiaron varias veces (1807: casi 2 millones, 1810: más de 2.6 millones, 1811: más de 2 millones). Tenía que proporcionar al Rheinbund un contingente de 25,000 soldados, que solo se podía hacer mediante el servicio militar obligatorio en función del servicio militar obligatorio para todos los hombres de 20 a 25 años. Las personas ricas podían estar representadas por pastores , pero antes de eso, a diferencia de Francia, tenían que comprar su salida del tesoro estatal. [14]El ejército de Westfalia consistía en 1808 del jardín real a pie y a caballo, alrededor de 4,000 hombres, la gendarmería, un regimiento de artillería, 8 regimientos de infantería de línea, 4 batallones ligeros, 6 regimientos de caballería, 6 veteranos y 8 compañías de departamentos, en total más de 30,000 hombres. , [15] fue la principal fortaleza de Westfalia Magdeburg en el Elba. En cada departamento se nombró un general al mando, y el 28 de febrero de 1808, Joseph Antoine Morio fue nombrado Ministro de Guerra; pero permaneció solo hasta noviembre, cuando fue enviado a España con una división de 6,000 hombres . Fue reemplazado por el general francés de división Jean Baptiste Eblé .
En 1809 las divisiones de Westfalia participaron en combates en España y en Alemania (incluida la rebelión de Dörnberg ). En 1812, todo el ejército de Westfalia se movilizó y se dirigió a Polonia en la primavera para formar el octavo cuerpo de Grande Armee, comandado por el propio rey, y bajo su mando el general Vandamme, luego el general Junot. De hecho, Rusia luchó contra 28,000 Westfalianos en 1812 , de los cuales apenas 1,000 regresaron. [16]
Poco después de la pérdida de tropas de la primavera de 1813, se construyó un nuevo ejército de Westfalia. Kassel fue capturado el 1 de octubre de 1813 por las tropas rusas, disolviéndose el reino el 26 como resultado de la batalla de Leipzig.

## Administrativa
Artículo Principal: Liste der Departements im Königreich Westphalen
El Reino de Westfalia en la Confederación del Rin en 1808. A principios de 1810, todo el antiguo Electorado de Hannover (sin Lauenburg) se añadió por un corto tiempo.
El Reino de Westfalia en la Confederación del Rin en 1812. A finales de 1810, Osnabrück y la costa del Mar del Norte habían sido cedidos a Francia.

### Organización territorial
El Reino de Westfalia se dividió en departamentos según el modelo francés , los departamentos en distritos , estos en cantones y nuevamente en municipios . Una excepción fue a partir de 1812 el distrito de Bielefeld , en el que cada cantón tenía solo un municipio.
En cada departamento había un Prefecto (Préfet) y un Secretario General de la prefectura, un consejo de prefecturas (Conseil de préfecture) para asuntos contenciosos y un General-Départementsrat.
El distrito ( distrito ) fue administrado por un subprefecto (Sous-Préfet). Cada distrito tenía una subprefectura o consejo de distrito. El término "distrito" apenas se usó en Westfalia.
Cada municipio fue por un alcalde ( Maire ) y el Consejo ( Consejo Municipal ) pasó.
Como regla general, estas unidades administrativas no coincidían con las provincias, condados y distritos judiciales anteriores. Para subrayar la ruptura con el pasado, por ejemplo, los departamentos llevan el nombre de ríos o montañas. Obviamente también se trataba del desmembramiento de los antiguos distritos administrativos y tribunales patrimoniales.
Contrariamente al modelo francés, a fines de 1809 en los cantones, que eran principalmente los distritos de los magistrados de la paz, Maires también fueron nombrados para guiar el trabajo de los alcaldes de los municipios. Sin embargo, estos "maires de canton" estaban ocupados en algunas regiones por nobles que querían ejercer presión sobre los campesinos que estaban obligados a pagar. En 1807, el reino constaba de ocho departamentos (→ lista de departamentos en el Reino de Westfalia ), en 1810 llegaron los departamentos de Aller (capital Hannover ), el estuario de Elba y Weser (capital Stade ) y el Bajo Elba (capital Lüneburg))
El tamaño de los consejos en los departamentos y municipios era diferente. Mientras que en los departamentos de Elba, Fulda, Oker, Werra y Weser la prefectura tenía que estar compuesta por 24 miembros, en los departamentos de Harz, Leine y Saale tres y en los departamentos de general-departamento se prescribieron 16 miembros. Los consejos deben llenarse cada dos años. Además de la orden administrativa, todavía había una universidad departamental por cada 200 a 1000 habitantes. Sus miembros fueron nombrados por el Rey y formaron una sexta parte del impuesto más alto, una sexta parte de los comerciantes más ricos y una sexta parte de los eruditos y artistas. Estos departamentos deberían elegir a los magistrados y proponer a los miembros de los consejos municipales. De hecho, estos quórumes, en los que estaban representados muchos representantes de las antiguas élites, pero fue ignorado por el gobierno después de 1808. El rey más tarde designó a los magistrados y concejales municipales por decreto.

### Desarrollo desde 1810
En enero de 1810 el Electorado de Brunswick-Lüneburg, con la excepción del Ducado de Sajonia-Lauenburg, se convirtió en una parte integral de Westfalia. El 13 de diciembre del año que tenía la mayor parte de los departamentos Weser incluyendo la capital Osnabrück ceder al Imperio francés, que también grandes partes del noroeste de Alemania (cerca de una línea de la boca de labios hasta Lübeck siguiente), incorporado por lo que el bloqueo continental contra Gran Bretaña a fortalecer. La disolución de los departamentos de los estuarios de Elba y Weser y el Bajo Elbatuvo lugar oficialmente el 1 de enero de 1811; Las partes restantes del reino se agregaron a los departamentos de Aller y Fulda .

### Poder judicial
El 1 de enero de 1808 se introdujo el Código Civil (Código Napoleónico) en el Reino. Antes de un tribunal de apelación podría ser demandado contra las autoridades. Las oraciones se pronunciaron en nombre del rey. El servicio militar obligatorio era la ley básica del reino.

## Escudo de armas
El escudo de armas refleja los territorios incorporados. En el primer cuartel se muestra el caballo de plata de Westfalia; el segundo el león de Hesse sobre los condados de Dietz, Nidda, Ziegenhain y Katzenelnbogen; el tercero era de nuevo diseño para territorios no especificados en torno a Magdeburgo; y el cuarto combinaba Brunswick, Diepholz, Lüneburg y Lauterburg. Alrededor del escudo la Orden de la Corona de Westfalia y la Gran Águila francesa (Grand Aigle) de la Legión de Honor. Encima se halla la estrella de Napoleón. Típico de la heráldica napoleónica son los cetros cruzados.

## Reyes de Westfalia

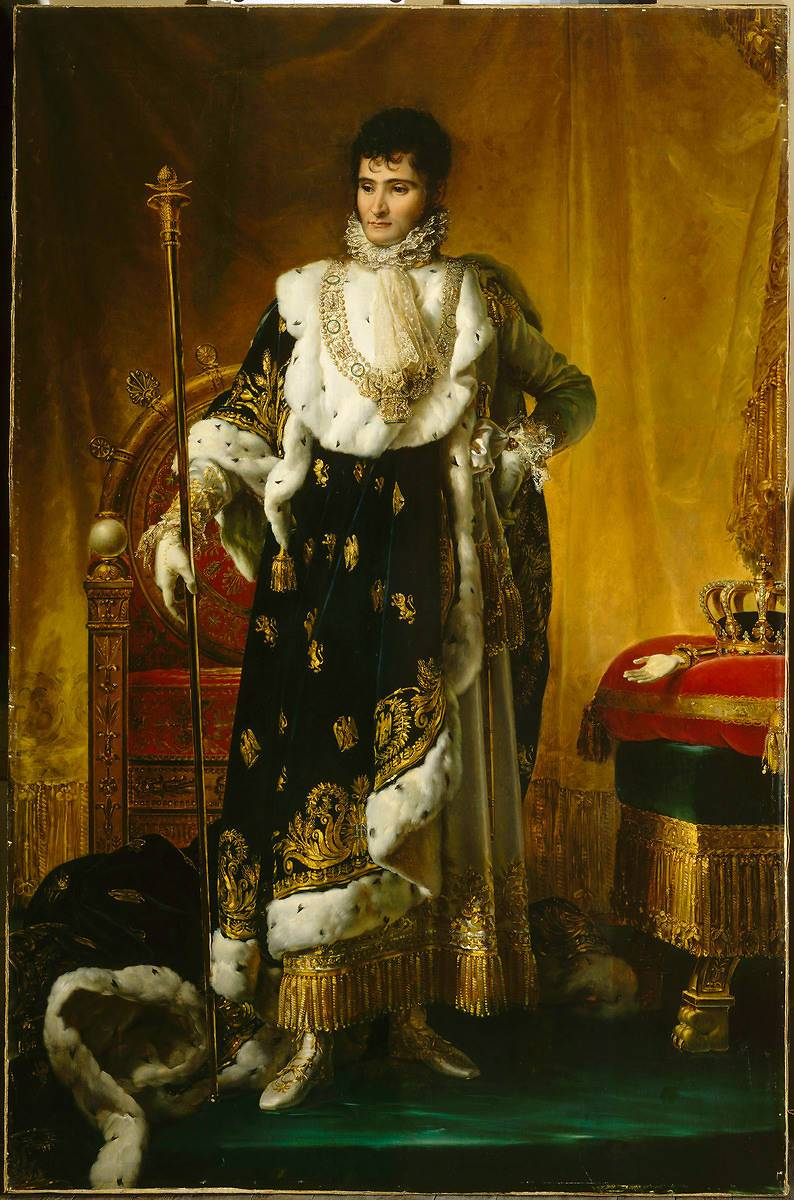
Jerónimo Bonaparte I, rey de Westfalia

1807-1813: Jerónimo I